# AMZ Tur
Тур (пол. AMZ Tur) — польский бронированный автомобиль повышенной проходимости, разработанный польской компанией AMZ-Kutno. Предназначение автомобиля — транспортировка людей в опасных условиях, несение службы в вооруженных силах Польши. Внутреннее пространство занимает экипаж в 5 военнослужащих вместе с необходимым оборудованием. Автомобиль, согласно своей задаче, должен быть конкурентоспособным, безопасным и дешевым решением относительно используемого в войсках НАТО автомобиля Humvee.

## История
Конструкция автомобиля Тур была создана в ответ на жалобы военнослужащих польской армии по поводу отсутствия достаточной защиты от мин и нападений в ходе патрулирования на миссиях в Афганистане и Ираке. Используемые до сих пор в польской армии патрульные автомобили Humvee не обеспечивали достаточной защиты против атак ракетного оружия и взрывов мин. После многочисленных попыток и консультаций с солдатами польской армии были созданы три прототипа бронетехники под названием Тур. Первые полигонные испытания прошли на территории Военного института танковой и автомобильной техники (WITPiS) 27 марта 2007 года. AMZ-Kutno разработали также увеличенный автомобиль AMZ Tur II, совершенно другой конструкции.
Всего было построено 5 прототипов, из них два были уничтожены. Первые экземпляры, для удешевления и ускорения сборки, были сделаны на основе сильно перестроенных шасси прототипов новых грузовых автомобилей SCAM (позже фирма была приобретена Iveco). Шасси были перестроены в соответствии с новыми требованиями до такой степени, что от оригинальных решений остались, практически, только мосты и колеса. Конструкторы были намерены, в конечном счете, использовать полностью собственные шасси и колеса большего диаметра. Также от Iveco поставлялись двигатель и элементы трансмиссии, а также часть оборудования, типа приборной панели. Последний пятый прототип имел измененный внешний вид передней части, а также другие мелкие улучшения.

## Технические характеристики
- Двигатель: Iveco Aifo, 4-цилиндровый, 16-клапанный, дизельный, с турбонаддувом. Рабочий объём — 2998 куб.см.
- Коробка передач: механическая, 6-ступенчатая синхронизированная + передача заднего хода (опционально автоматическая коробка передач).
- Постоянный привод на 4 колеса.
- Сцепление: гидравлическое, сухое, однодисковое.
- Ёмкость топливных баков — 220 л.
- Вооружение располагается в турели, устанавливаемой на крыше.
- Бронирование обеспечивает защиту от пуль калибром 7.62-мм и взрывных устройств мощностью до 6 кг тротилового эквивалента.